# Physcius vicinus
Physcius vicinus es una especie de coleóptero de la familia Mycteridae.

## Distribución geográfica
Habita en Bolivia.